# Rhopalomyia thompsoni
Rhopalomyia thompsoni är en tvåvingeart som beskrevs av Ephraim Porter Felt 1907. Rhopalomyia thompsoni ingår i släktet Rhopalomyia och familjen gallmyggor. Inga underarter finns listade i Catalogue of Life.